# Vidaurrazaga
Vidaurrazaga är en glaciär i Antarktis. Den ligger i Västantarktis. Argentina, Chile och Storbritannien gör anspråk på området. Vidaurrazaga ligger 455 meter över havet.
Terrängen runt Vidaurrazaga är kuperad åt nordväst, men åt sydost är den bergig. Havet är nära Vidaurrazaga åt nordväst. Trakten är glest befolkad. Närmaste befolkade plats är Gonzalez Videla Station, 2,0 kilometer väster om Vidaurrazaga. 